# The Singles (Eminem-Album)
The Singles ist ein Boxset, das aus den bis damals erschienenen Singles des US-amerikanischen Rappers Eminem zusammengestellt wurde und am 12. Dezember 2003 über die Labels Shady Records, Aftermath Entertainment sowie Interscope Records erschien. Außerhalb der USA wurde es unter dem Titel International Singles veröffentlicht.

## Inhalt
Die Box enthält die Singles der ersten drei Eminem-Alben The Slim Shady LP (My Name Is, Guilty Conscience), The Marshall Mathers LP (The Real Slim Shady, The Way I Am, Stan) und The Eminem Show (Without Me, Cleanin’ Out My Closet, Sing for the Moment, Business), sowie die Single Lose Yourself vom 8 Mile Soundtrack auf zehn CDs. Daneben sind unter anderem Instrumentale, A-cappella-Versionen, Musikvideos und Bonus-Songs enthalten. Außerdem wurde exklusiv eine Eminem-Interpretation zum Lied Wanksta von 50 Cent auf einer Extra-CD beigelegt.

## Covergestaltung
Das Albumcover ist sehr einfach gehalten, es zeigt eine silberne Metallkiste mit einem Schloss, auf ihr stehen im unteren Teil die Schriftzüge Eminem und The Singles.

## Gastbeiträge
Auf zehn Liedern des Boxsets sind Gastbeiträge anderer Künstler zu finden. So ist Eminems Entdecker Dr. Dre auf allen vier Versionen des Songs Guilty Conscience vertreten, während die Sängerin Dido bei Stan zu hören ist. Der Rapper King Tech hat einen Gastpart auf Get You Mad und Steve Berman ist bei dem gleichnamigen Skit zu hören. Der Rocker Marilyn Manson unterstützt Eminem beim Remix zu The Way I Am und Jay-Z ist auf Renegade vertreten. Außerdem hat die Rap-Crew G Unit einen Auftritt bei Bump Heads.

## Titelliste

### My Name Is
| # | Titel                              | Gastbeiträge | Länge |
| - | ---------------------------------- | ------------ | ----- |
| 1 | My Name Is (Slim Shady Radio Edit) |              | 4:30  |
| 2 | My Name Is (Explicit Version)      |              | 4:29  |
| 3 | My Name Is (Instrumental)          |              | 4:29  |

### Guilty Conscience
| # | Titel                                          | Gastbeiträge | Länge |
| - | ---------------------------------------------- | ------------ | ----- |
| 1 | Guilty Conscience (Radio Version mit Schüssen) | Dr. Dre      | 3:21  |
| 2 | Guilty Conscience (Album Version)              | Dr. Dre      | 3:22  |
| 3 | Guilty Conscience (A Cappella)                 | Dr. Dre      | 3:17  |
| 4 | My Name Is (Video)                             |              | 4:30  |

### The Real Slim Shady
| # | Titel                              | Gastbeiträge | Länge |
| - | ---------------------------------- | ------------ | ----- |
| 1 | The Real Slim Shady                |              | 4:45  |
| 2 | Bad Influence                      |              | 3:38  |
| 3 | The Real Slim Shady (Instrumental) |              | 4:45  |
| 4 | My Fault (Pizza Mix)               |              | 3:59  |
| 5 | Just Don’t Give a Fuck (Video)     |              | 4:02  |

### The Way I Am
| # | Titel                | Gastbeiträge | Länge |
| - | -------------------- | ------------ | ----- |
| 1 | The Way I Am         |              | 4:53  |
| 2 | Kids                 |              | 5:06  |
| 3 | ’97 Bonny & Clyde    |              | 5:17  |
| 4 | Steve Berman (Skit)  | Steve Berman | 0:55  |
| 5 | The Way I Am (Video) |              | 4:46  |

### Stan
| # | Titel                                          | Gastbeiträge | Länge |
| - | ---------------------------------------------- | ------------ | ----- |
| 1 | Stan (Radio Edit)                              | Dido         | 5:33  |
| 2 | Guilty Conscience (Radio Version mit Schüssen) | Dr. Dre      | 3:21  |
| 3 | Hazardous Youth (A Cappella)                   |              | 0:46  |
| 4 | Get You Mad                                    | King Tech    | 4:22  |

### Without Me
| # | Titel                             | Gastbeiträge   | Länge |
| - | --------------------------------- | -------------- | ----- |
| 1 | Without Me                        |                | 4:55  |
| 2 | The Way I Am (Danny Lohner Remix) | Marilyn Manson | 4:56  |
| 3 | Without Me (A Cappella)           |                | 4:11  |
| 4 | Without Me (Instrumental)         |                | 4:48  |

### Cleanin’ Out My Closet
| # | Titel                                 | Gastbeiträge | Länge |
| - | ------------------------------------- | ------------ | ----- |
| 1 | Cleanin’ Out My Closet                |              | 5:03  |
| 2 | Stimulate                             |              | 5:05  |
| 3 | Cleanin’ Out My Closet (Instrumental) |              | 5:44  |
| 4 | Cleanin’ Out My Closet (Video)        |              | 5:03  |

### Lose Yourself
| # | Titel                        | Gastbeiträge | Länge |
| - | ---------------------------- | ------------ | ----- |
| 1 | Lose Yourself                |              | 5:27  |
| 2 | Lose Yourself (Instrumental) |              | 5:27  |
| 3 | Renegade                     | Jay-Z        | 5:38  |
| 4 | Lose Yourself (Video)        |              | 5:27  |
| 5 | 8 Mile Movie Trailer         |              | 2:27  |

### Sing for the Moment
| # | Titel                              | Gastbeiträge | Länge |
| - | ---------------------------------- | ------------ | ----- |
| 1 | Sing for the Moment                |              | 5:42  |
| 2 | Rabbit Run                         |              | 3:12  |
| 3 | Sing for the Moment (Instrumental) |              | 6:24  |
| 4 | Sing for the Moment (Video)        |              | 5:42  |

### Business
| # | Titel                               | Gastbeiträge | Länge |
| - | ----------------------------------- | ------------ | ----- |
| 1 | Business                            |              | 4:13  |
| 2 | Bump Heads                          | G Unit       | 4:42  |
| 3 | Business (A Cappella)               |              | 4:17  |
| 4 | Business (Live in Barcelona, Video) |              | 2:36  |

### Wanksta
| # | Titel                      | Gastbeiträge | Länge |
| - | -------------------------- | ------------ | ----- |
| 1 | Wanksta (Eminem’s Version) |              | 2:51  |